# Gavriil Ivanovič Davydov
Gavriil Ivanovič Davydov, in russo Гавриил Иванович Давыдов? (1784 – San Pietroburgo, 14 ottobre 1809), è stato un navigatore russo.

## Biografia
Gavriil Ivanovič Davydov entrò nel 1802 a far parte della Compagnia russo-americana assieme a Nikolaj Aleksandrovič Chvostov. Lasciarono San Pietroburgo nel mese di aprile 1802, e raggiunsero Ochotsk via terra nel mese di agosto dello stesso anno. Da lì salparono verso Kodiak, ripercorrendo lo stesso itinerario nel viaggio di ritorno. Davydov ha pubblicato in russo il racconto di questo viaggio (San Pietroburgo, 1810-1812).
In suo onore è stata così chiamata l'isola Davidof che fa parte delle Rat, un gruppo delle Aleutine occidentali.